# Manschauvinism
Manschauvinism eller manlig chauvinism kallas den attityd män har i de fall då de utgår från en inställning om att män är överlägsna kvinnor. Manschauvinismen är nära förknippad med sexism och misogyni (kvinnohat), och andra ideologiska övertygelser som innebär att kvinnor ses som underlägsna män, i synnerhet intellektuellt underlägsna. Författaren och feministen bell hooks har tillsammans med många andra feminister argumenterat för att ersätta användningen av orden sexism och manschauvinism med ordet patriarkat. Ordet patriarkat belyser den strukturella sidan av kvinnoförtrycket medan orden manschauvinism och sexism fokuserar på uttrycket av detta.
Manschauvinism har definierats som en blind lojalitet och enkelspårig hängivenhet inför sin egen manlighet, som blandas med öppen eller förtäckt aggressivitet mot kvinnor. Kopplat till detta finns vanligtvis omedvetna ritualer för att avvärja ångest som framkallas av dessa kvinnor.
Begreppet manschauvinism fanns långt innan den feministiska rörelsen. Studier visar att fenomenet funnits lika länge som rasism och religiös förföljelse. Den första dokumenterade användningen av frasen manschauvinism är i Clifford Odets pjäs Till the Day I Die.
Andra former av chauvinism är bland annat välfärdschauvinism, socialchauvinism, kulturchauvinism (etnocentrism) och kvinnochauvinism.

## Historia
Ordet chauvinism (1839) härstammar från den franske patrioten och soldaten Nicholas Chauvins namn. Chauvin var en enträgen anhängare av Napoleons imperium, även långt efter dess undergång. Chauvinism kom därefter att betyda en tro på överlägsenhet hos sin egen ras eller sitt eget land.
Uttrycket manschauvinism började användas i vidare kretsar under 1960-talet i samband med kvinnorörelsen “Women’s Liberation Movement”, även om första användningarna av ordet kan identifieras så tidigt som 1851 i New York Times tidningen. Women’s Liberation Movement arbetade med att synliggöra och ifrågasätta samhällets strukturer, med fokus på hur kapitalismen och patriarkatet upprätthåller och när varandra, genom det obetalda arbetet som sker i hemmen, främst av kvinnor.
Manschauvinism och de patriarkala strukturerna mellan kvinnor och män är dock mycket äldre än kapitalismen. Så länge vi har haft skriven historia har ett mansdominant förhållande kunnat identifieras mellan kvinnor och män.

## Forskning
Det är inte bara männen som upprätthåller och återskapar patriarkatets strukturer genom manschauvinism. I en studie av Miller och McReynolds från 1973, ombads högskolestudenter att utvärdera kompetensen hos manliga och kvinnliga kommunikatörer inom ABM vapensystem. I studien behölls all övrig information om kommunikatörernas kompetens identisk, men könet varierades. Resultaten visade, som förväntat, att de manliga kommunikatörerna utvärderades som mer kompetenta än de kvinnliga. Den tydligaste diskrepansen mellan utvärderingen av kompetens hos de manliga och kvinnliga kommunikatörerna sågs bland de kvinnliga högskolestudenterna. Miller och McReynolds slutsats var, att ABM vapensystem fortfarande uppfattades som en manlig domän av de kvinnliga högskolestudenterna.
I en annan studie av Woods från 1976 studerades manschauvinism hos 11 män under psykoanalys. Man kunde konstatera att ifrågasättande av chauvinistiska attityder ofta resulterar i ångest eller andra symptom, samt att chauvinismen används som ett medel för att lindra ångest. Denna ångest kunde härstamma från bland annat fientlig avund av kvinnor, oedipal ångest eller makt och beroende konflikter relaterade till maskulin självkänsla.

### Citatförteckning
1. ↑  Male chauvinism has been defined as a "blind allegiance and simple minded devotion to one's maleness that is mixed with open or disguised belligerence toward women. It is also usually associated with an unconscious ritual to ward off anxiety engendered by these same women." [3]

### Notförteckning
1. ↑  ”Manschauvinism”. Nationalencyklopedin. http://www.ne.se/manschauvinism.
2. ↑  Hooks, Bell (2004). "Understanding Patriarchy". The Will to Change: Men, Masculinity, and Love.. sid. 17-25
3. ↑  Korda, Michael. Male Chauvinism! How It Works. New York: Random House, 1973. Print.
4. ↑  Turkel, Ann Ruth. Reflections on the Development of Male Chauvinism. American Journal of Psychoanalysis, 52.3 (1992): 263. Web. 31 Jan 2012.
5. ↑  Lloyd, Cynthia B., ed. Sex, Discrimination, and the Division of Labor. New York: Columbia University Press, 1975. Print.
6. ↑  Mansbridge, Jane; Katherine Flaster (2005). ”Male Chauvinist, Feminist, Sexist, and Sexual Harassment: Different Trajectories in Feminist Linguistic Innovation”. American Speech (Harvard University) 80 (3):  sid. 261.
7. ↑  ”chauvinism | Origin and meaning of chauvinism by Online Etymology Dictionary” (på engelska). www.etymonline.com. https://www.etymonline.com/word/chauvinism. Läst 3 december 2017.
8. ↑  MANSBRIDGE, J. (2005-08-01). ”MALE CHAUVINIST, FEMINIST, SEXIST, AND SEXUAL HARASSMENT: DIFFERENT TRAJECTORIES IN FEMINIST LINGUISTIC INNOVATION” (på engelska). American Speech 80 (3):  sid. 256–279. doi:10.1215/00031283-80-3-256. ISSN 0003-1283. https://read.dukeupress.edu/american-speech/article-abstract/80/3/256/5436/MALE-CHAUVINIST-FEMINIST-SEXIST-AND-SEXUAL?redirectedFrom=fulltext. Läst 3 december 2017.
9. ↑  ”In Women’s Liberation, the first step is self-consciousness” (på brittisk engelska). Socialistresistance.org. 28 augusti 2013. Arkiverad från originalet den 3 december 2017. https://web.archive.org/web/20171203224536/http://socialistresistance.org/in-womens-liberation-the-first-step-is-self-consciousness/5443. Läst 3 december 2017.
10. ↑  Miller, Gerald R.; McReynolds, Michael (1973-06-01). ”Male chauvinism and source competence: A research note”. Speech Monographs 40 (2):  sid. 154–155. doi:10.1080/03637757309375791. ISSN 0038-7169. https://doi.org/10.1080/03637757309375791. Läst 3 december 2017.
11. ↑  Woods, Sherwyn M. (1976-01-01). ”Some Dynamics of Male Chauvinism” (på engelska). Archives of General Psychiatry 33 (1). doi:10.1001/archpsyc.1976.01770010037007. ISSN 0003-990X. https://jamanetwork.com/journals/jamapsychiatry/article-abstract/491478. Läst 3 december 2017.